# Musée d'histoire naturelle d'Islande
Le musée d'histoire naturelle d'Islande (Náttúruminjasafn Íslands) est un musée d'histoire naturelle islandais situé à Reykjavík. Établissement public, il est la propriété de l'État islandais et relève du ministère de la Culture et du Commerce. Il s'agit de l'un des trois principaux musées d'Islande, avec le musée national d'Islande et la galerie nationale d'Islande (is).

## Rôle et moyens
Le rôle principal du musée est de communiquer des informations et des connaissances sur la Nature en Islande dans un contexte local et mondial, d'informer sur l'histoire naturelle de l'île, l'utilisation des ressources naturelles et la conservation de la nature. Les recherches sont menées principalement dans les domaines de l'histoire naturelle au niveau des médias, de la philosophie, de la paléobiologie et de l'écologie évolutive, en mettant l'accent sur la biodiversité et le changement climatique. Le but ultime de l'activité du musée est de promouvoir la conservation du patrimoine culturel et patrimoine naturel en Islande et d'en permettre l'accès au grand public afin d'assurer une utilisation durable de la nature et d'améliorer le bonheur et la qualité de vie.
Le musée partage des informations et des connaissances sur la Nature en organisant des expositions, des publications numériques et imprimées, ainsi qu'en participant et en faisant des présentations lors de conférences, de symposiums et dans les médias.

## Histoire
La Société islandaise d'histoire naturelle (is) est fondée en 1889 avec pour objectif principal de créer un musée de spécimens naturels. Il ouvre ses portes au public la même année sous le nom « Musée d'histoire naturelle » (Náttúrugripasafnið) et se consacre pendant 58 ans à la collecte et à l'exposition des collections de la société en divers endroits de Reykjavík. Les premières années, il participe avant tout à une expression de la fierté nationale pendant le mouvement d'indépendance vis-à-vis du Danemark. En août 1906, la maison du musée (Safnahúsið) regroupant les musée de la ville est créée. Pendant l’entre-deux-guerres, la croissance économique permet le développement des infrastructures culturelles. En 1947, la société cède le fruit de ses découvertes à l'État en échange d'un logement approprié. En 1965, le musée devient l'Institut islandais d'histoire naturelle (is), dispose d'installations d'exposition et voit la professionnalisation du personnel. Reste un litige entre la société et l'État qui n'honore pas ses parts du contrat.
Le musée d'histoire naturelle d'Islande est officiellement créé en 2007. En 2017, un accord est signé entre la Société islandaise d'histoire naturelle et l'État garantissant un espace d'exposition au sein du musée dans un étage spécifiquement dédié. Il s'agit d'une étape importante qui permet de proposer au public islandais et aux touristes voyageant en Islande une exposition éducative sur la nature islandaise. Ainsi, l'exposition spéciale « L'eau dans la nature islandaise » de décembre 2018 est la première exposition conçue et gérée en autonomie par le musée. En 2021, les travaux d'une nouvelle exposition permanente sont en cours, axée sur la biodiversité de l'océan, l'écologie marine et les effets du changement climatique. Le musée est en étroite collaboration avec les deux autres musées nationaux avec lesquels il partage le département de muséologie au sein de l'université d'Islande.
À partir de septembre 2013, le directeur du musée d'histoire naturelle d'Islande est Hilmar J. Malmquist pour la période 2013-2018 et à nouveau pour la période 2018-2023.
En 2023-2024, le musée emménagera dans un nouveau bâtiment à proximité immédiate de la maison classée Nesstofa (is), connue pour être la résidence du premier directeur médical de la santé. Située en bord de mer sur le pourtour de Reykjavík, il s'agit d'un lieu symbolique de la collaboration scientifique entre le Danemark et l'Islande, le musée médical islandais y était installé avant sa fermeture dans les années 2010. Le site abrite des zones naturelles protégées et ainsi que des sites culturels et archéologiques patrimoniaux où les étudiants de l'université d'Islande prennent des cours sur le terrain.